# Hippolyte de La Hamelinaye
Hippolyte de La Hamelinaye, né le 19 mars 1861 à Rennes et mort le 29 juillet 1935 à Nantes, est un ingénieur forestier français.

## Famille
Hippolyte de La Hamelinaye est le fils d'Alexandre Poinçon de La Blanchardière - Jan de La Hamelinaye, officier et conseiller général d'Ille-et-Vilaine, et de Caroline Mérot des Granges ; son père avait été autorisé par décret du 5 janvier 1853 à ajouter à son nom  le patronyme « Jan de La Hamelinaye », du nom de son grand-père, le général Jacques Félix Jan de La Hamelinaye (1769-1861) .
Ile se marie à Madeleine Lanfranc de Panthou en novembre 1886,. Sa fille Marie-Thérèse se marie avec Armand de Fremond de La Merveillère  en 1913, fils d'Olivier de Fremond et de Marie Alphonsine Armande Galbaud du Fort.

## Biographie
Élève de l'École nationale des eaux et forêts à Nancy, il fait partie de la 57e promotion de 1883 . Il est successivement garde général stagiaire à Rodez en 1883, garde général à Argelès en 1884, à Lourdes en 1885, à Oyonnax en 1886, à Arnay-le-Duc en 1887, inspecteur adjoint à Mauléon en 1892 et inspecteur des eaux et forêts, chargé du service des aménagements à Pau de 1897 à 1911. Il est admis à la retraite à sa demande en 1912 .
Il reprend du service pendant la première Guerre mondiale, affecté à l'arrière et assurant l'intérim des inspections des Eaux et Forêts d'Angoulême et d'Orléans dont les titulaires sont mobilisés . Son fils Yves, sous-lieutenant au 51e régiment d'artillerie est tué en 1916 .

## Travaux
Au début du XXe siècle, La Hamelinaye est le premier à recourir à la carte de Cassini afin de déterminer « l'évolution de l'état boisé ». Face aux imprécisions de ces anciennes cartes, il fait réaliser de nouvelles cartes topographiques et de typologie des peuplements ,. Il a également recours à la photographie, fournissant ainsi de riches albums de plusieurs centaines de clichés, afin de fournir des comparaisons de paysages.

## Publications
- Hippolyte de La Hamelinaye, Album de photographies de la forêt domaniale de Saint-Pé, 1910

## Distinction
- Chevalier de la Légion d'honneur (30 juillet 1916)[9]